# Tubiporella bispinosa
Tubiporella bispinosa är en mossdjursart som beskrevs av Ratna Guha och Gopikrishna 2007. Tubiporella bispinosa ingår i släktet Tubiporella och familjen Didymosellidae. Inga underarter finns listade i Catalogue of Life.